# Bath (Nueva York)
Bath es un pueblo ubicado en el condado de Steuben en el estado estadounidense de Nueva York. En el año 2000 tenía una población de 2,314 habitantes y una densidad poblacional de 24 personas por km².

## Geografía
Bath se encuentra ubicado en las coordenadas 42°20′13″N 77°19′05″O / 42.33694, -77.31806.

## Demografía
Según la Oficina del Censo en 2000 los ingresos medios por hogar en la localidad eran de $32,508, y los ingresos medios por familia eran de $39,625. Los hombres tenían unos ingresos medios de $30,456 frente a los $25,160 para las mujeres. La renta per cápita para la localidad era de $16,939. Alrededor del 14.5% de la población estaba por debajo del umbral de pobreza.